# Aleksiej Kostygow
Aleksiej Wieniaminowicz Kostygow (ros. Алексей Вениаминович Костыгов; ur. 5 lipca 1973 w Jarosławiu), rosyjski piłkarz ręczny, reprezentant kraju grający jako bramkarz. Brązowy medalista olimpijski 2004. Obecnie występuje w rosyjskiej Superlidze, w drużynie Sankt Petersburg HC.
Został odznaczony Orderem „Za zasługi dla Ojczyzny” II klasy.

## Sukcesy

### reprezentacyjne
- Igrzyska Olimpijskie:
  -  2004

### klubowe
- Mistrzostwa Rosji:
  -  2005, 2006, 2007, 2008, 2009
  -  2010, 2011
- Puchar Zdobywców Pucharów:
  -  2006